# Svartgöl (Gladhammars socken, Småland)
Svartgöl är en sjö i Västerviks kommun i Småland och ingår i Botorpsströmmens huvudavrinningsområde.